# Daesunismo

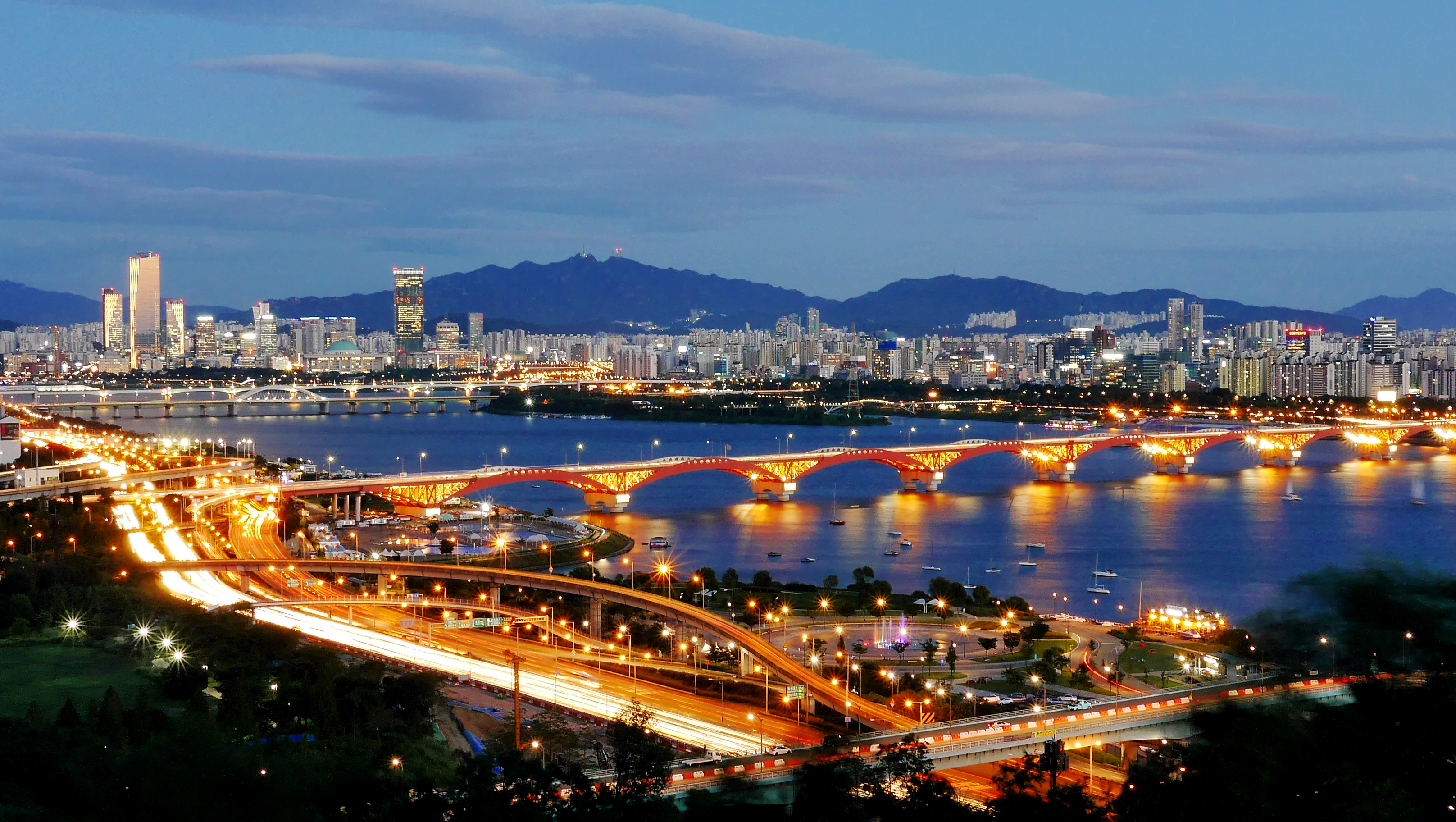
Seúl, capital de Corea del Sur, cuna del daesunismo.

El daesunismo (en coreano: 대순진리회)  es un nuevo movimiento religioso que se profesa en Corea del Sur. La religión se creó en abril de 1969 por Park Han-Gyeong.

## Historia
La religión se creó en abril de 1969 por Park Han-Gyeong.
Se trata de una rama de la religión sincrética fundada por Gang Il-sun (1871—1909, también conocido como Chungsan Kang).
Otra rama variante es la religión jeungista, que fue fundada en 1974. El jeungismo es más conocido internacionalmente pero dispone de menos devotos en la propia Corea.
Las dos religiones son acérrimas rivales.
En Corea del Sur, aproximadamente el 50% de la población es agnóstica y no siguen ninguna doctrina religiosa y el resto se dividen mayoritariamente entre el cristianismo y el budismo. El 29,2% de la población es cristiana -18,3% protestantes y 10,9% católicos- y el 22,8% son budistas (datos de 2005).
El daesunismo forma parte del resto de religiones minoritarias de Corea del Sur, junto al Islam, el jeungismo, el cheondoísmo y el budismo Won. La plena libertad sobre la creencia religiosa de cada persona está legalizada mediante la Constitución con lo que se produce que no exista ninguna religión oficial.